# Код сигнальной точки
Код сигнальной точки (англ. Signal Point Code (SPC)) сигнальной системы 7 (SS7, ОКС-7) — это уникальный (в домашней сети) адрес узла, используемый на третьем уровне MTP (маршрутизация) в телекоммуникационных ОКС-7 сетях для идентификации отправителя/получателя MSU (англ. Message Signalling Unit, сигнального сообщения).
Часто код сигнальной точки (SPC) различают на код точки назначения (Destination Point Code - DPC) и код точки отправления (Origination Point Code - OPC), иногда используется ISPC (International Signaling Point Code).

## Разновидности кодов сигнальных точек
В зависимости от сети, код сигнальной точки может быть 24-битным (Северная Америка, КНР), 16-битным (Япония) или 14-битным (ITU, международный стандарт).
В России для идентификации узлового элемента сети телефонной связи в системе общеканальной сигнализации № 7 используются индикатор сети, состоящий из 2-х бит (NI - Network Indicator) и код пункта сигнализации, состоящий из 14-ти бит (SPC - Signaling Point Code).
Код пункта сигнализации для сети местной телефонной связи (NI = 11) образуется комбинацией из 14 бит.
Код пункта сигнализации для междугородной части сети междугородной, международной телефонной связи (NI = 10), образуется комбинацией цифровых обозначений: код сигнальной зоны (КСЗ) — 8 бит; код пункта в сигнальной зоне (КПСЗ) — 6 бит.
Код пункта сигнализации, используемый совместно с индикатором сети NI = 00 для международной части сети междугородной, международной телефонной связи, образуется комбинацией цифровых обозначений: Z UUU V, где: код зоны сигнализации (Z) — 3 бита; код идентификации сети сигнализации (UUU) — 8 бит; код идентификации пункта сигнализации в сети (V) — 3 бита .
Существует несколько вариантов внесения значение кода пункта сигнализации (SPC) при настройке оборудования (в зависимости от производителя). ITU рекомендует вариант бинарный записи 3-8-3, что нередко и практикуется.
Пример, записи кода 503 в таком виде: для этого преобразуем значение 50310 в двоичный вид: 1111101112, оставшиеся биты дополним нулями до 14 позиции и разбиваем по группам 3-8-3:
000 00111110 1112
После преобразования каждой группы в десятичный вид по отдельности получаем код 0-62-7 в рекомендованном ITU формате.
Для простоты операторы связи в официальной документации нередко используют десятичное представление.